# زاکولانی
زاکولانی (به چکی: Zákolany) یک منطقهٔ مسکونی در جمهوری چک است که در شهرستان کلادنو واقع شده‌است. زاکولانی ۵۳۵ نفر جمعیت دارد.